# Leucospermum hypophyllocarpodendron
Leucospermum hypophyllocarpodendron là một loài thực vật có hoa trong họ Quắn hoa. Loài này được (L.) Druce miêu tả khoa học đầu tiên.